# أقصى السويس

أقصى السويس (سويس ماكس) هو مصطلح يستخدم في الهندسة المعمارية البحرية لأكبر السفن القادرة علي عبور القناة وهي في كامل حمولتها، وبشكل اخص يستخدم للإشارة إلي الناقلات. وبما ان قناة السويس لا تحتوي علي أي هويس، فالعوامل المؤثرة هي اقصي عمق للقناة واقصي ارتفاع بسبب كوبري السلام. حاليا أقصي عمق للقناة هو 22.5 م، وبالتالي أقصى غاطس مصرح به لعبور السفن 62 قدم، وهذا يعني ان عدد محدود من الناقلات العملاقة قادرة علي عبور قناة السويس وهي في كامل حمولتها. وبالتالي يجب علي هذه الحاملات العملاقة ان تفرغ بعض من حمولتها الي سفن اخري صغيرة أو عن طريق انابيب قبل عبورة ها قناة السويس حتي تستطيع عبور قناة السويس، أو تتجنب عبور قناة السويس وتستحدم طريق رأس أقولاس.